# Energie FC
El Energie FC es un equipo de fútbol de Benín que milita en la Premier League de Benín, la liga de fútbol más importante del país.
Su estadio es Stade Saint-Louis.

## Entrenadores
- Stanislas Akélé (2018)[3][1]
- Mathias Déguénon (2018-act.)[1]

## Palmarés
- Copa de Benín:1997[4]

## Participación en competiciones de la CAF
| Temporada | Torneo                       | Ronda      | Club       | Casa | Visita | Global |
| --------- | ---------------------------- | ---------- | ---------- | ---- | ------ | ------ |
| 2018      | Copa Confederación de la CAF | Preliminar | Hafia FC   | 1-0  | 1-1    | 2-1    |
| 2018      | Copa Confederación de la CAF | 1          | Enyimba FC | 0-2  | 2-3    | 2-5    |